# Winsnesbreen
De Winsnesbreen is een gletsjer op het eiland Nordaustlandet, dat deel uitmaakt van de Noorse eilandengroep Spitsbergen.
De gletsjer is vernoemd naar geoloog Thore Schanke Winsnes (1922-).

## Geografie
De gletsjer is noordoost-zuidwest georiënteerd met een lengte van meer dan twee kilometer en breedte van ongeveer anderhalve kilometer. Ze komt vanaf de Austfonna en mondt in het westen uit in het meer Brånevatnet.
Ten noordoosten van de gletsjer ligt de gletsjer Flòtbreen, ten zuidwesten de gletsjer Etonbreen en westelijker de Bodleybreen.
De gletsjer vormt de noordgrens van de landstreek Gustav Adolfland. In het westen ligt het Wahlenbergfjorden.